# 藤原経宗
藤原 経宗（ふじわら の つねむね）は、平安時代末期から鎌倉時代初期にかけての公卿。藤原北家大炊御門家、藤原経実の四男（あるいは五男）。官位は従一位・左大臣・左大将。

## 生涯

### 前半生
保安4年（1123年）に叙爵。大治3年（1128年）に昇殿を果たすと、右少将・左中将を歴任する。母・公子（藤原公実の女）は待賢門院の姉妹であり、天承元年（1131年）に父が薨去した後は閑院流の庇護を受けていたと思われる。康治元年（1142年）、近衛天皇の蔵人頭に抜擢される。しかし崇徳天皇の退位と待賢門院の出家によって閑院流は勢力を衰退させ、経宗の昇進も停滞する。久安5年（1149年）、大納言の三条実行と久我雅定がそれぞれ右大臣と内大臣に昇進して、大納言以下に欠員が生じたための玉突き人事の結果、経宗は31歳でようやく参議となり公卿に列した。
久寿2年（1155年）7月に近衛天皇の崩御で経宗に転機が訪れる。大方の予想に反して即位した雅仁親王（後白河天皇）は、経宗と従兄弟の関係にあった。さらに姉・懿子（源有仁養女・後白河天皇妃）所生の守仁親王（後の二条天皇）の立太子に伴い春宮権大夫に任じられ、皇太子の外戚として政治的地位を上昇させる。春宮大夫の中御門宗能は70歳を過ぎて高齢のため、経宗が実質的に春宮坊を取り仕切った。
その後の昇進もめざましく、保元元年（1156年）4月に権中納言、9月には正三位に叙せられ右衛門督を兼任、保元2年（1157年）には検非違使別当、保元3年（1158年）には従二位権大納言となった。この時期に経宗は保元の乱に敗れて知足院に幽閉されていた藤原忠実を訪ねて、政務の機微について教えを乞い、摂関への野心を育んだという。

### 平治の乱から失脚まで
保元3年（1158年）8月に二条天皇が践祚すると、政界は後白河院政派と二条親政派に二分される。後白河院の側近では信西が政務に辣腕を振るい、それに対抗した藤原信頼の台頭も著しかった。経宗は院政派には自らの割り込む余地はないと判断したらしく、葉室惟方と共に親政派としての立場を鮮明にしていく。政治の実権を握る信西一門に対する反感は根強いものがあり、親政派の中心である経宗・惟方は、院政派の藤原信頼・藤原成親・源師仲らと共に反信西派を形成。平治元年（1159年）12月9日、反信西派は三条殿を襲撃するクーデターを断行、信西を殺害して政権を奪取した。
勝利を収めた反信西派だったが、主導権は源義朝の武力を背景とした藤原信頼ら院政派が握っていた。信西殺害に成功して院政派と組む必要がなくなった経宗と惟方は、密かに平清盛と内通して、信頼により内裏に監禁されていた二条天皇を清盛の六波羅邸に脱出させた。反逆者となった信頼・義朝らは敗北し、院政派は壊滅する（平治の乱）。
翌永暦元年（1160年）正月、経宗と惟方は「世ヲバ院ニ知ラセマイラセジ、内ノ御沙汰ニアルベシ（院に政治の実権は渡さない、天皇が政務を執るべきだ）」と称して、後白河院が八条堀河にあった宿所の藤原顕長邸の桟敷で外を見物していたところに、材木の板を打ち付けて視界を遮るという嫌がらせを行った。親政確立を目指す経宗・惟方だったが、藤原信頼らと共に信西殺害の首謀者であったことは誰の目にも明らかであり、やがてその責任を追及されることになる。
後白河院に「ワガ世ニアリナシハコノ惟方、経宗ニアリ。コレヲ思フ程イマシメテマイラセヨ」と命じられた平清盛によって内裏に派遣された郎等により、2月20日に経宗と惟方は逮捕される。二人は後白河院の面前に引き出されて拷問を受けた。28日、経宗は惟方と共に解官され、3月11日に阿波国に配流された。

### 復権と左大臣就任
応保元年（1161年）9月、憲仁親王（後白河院の第7皇子、後の高倉天皇）立太子の陰謀が発覚し、後白河上皇の政治介入は停止されて二条天皇による親政が確立する。翌年に経宗は都に召還されるが、帰京後は失脚したことへの反省からか慎重に行動していたらしく、しばらくは目立った活動を見せなくなる。
長寛2年（1164年）正月に本位に復し、閏10月に正二位右大臣となる。阿波国に配流された身であったため「阿波大臣」と称された。これについて藤原伊通は、かつて吉備真備が右大臣の任にあったことを引き合いに、「黍（吉備）の大臣に続いて粟（阿波）の大臣が現れたのだから、いずれは稗の大臣も現れるだろう」と皮肉を飛ばして、大いに人々を笑わせたという。太政大臣の伊通は高齢であり、左大臣・松殿基房、内大臣・九条兼実は若年のため、経宗が実質的に太政官を取りまとめる形となった。
永万元年（1165年）7月、二条天皇が崩御。後継の六条天皇は幼少であり、さらに翌年に摂政・近衛基実も薨去し、二条親政派は瓦解する。同年10月10日、後白河院は清盛の協力により憲仁親王の立太子を実現した。翌月、清盛は内大臣となり、経宗は左大臣となる。経宗は後白河上皇に対して「太上天皇と正帝と差別なし」と表明して恭順の姿勢を示し、平家に対しても平重盛の室・経子と、その子・宗実を猶子とするなど親密な関係を築いた。経宗は以後、院御所議定に精力的に出席して後白河上皇の諮問に答え、政務に不慣れな平家一門に助言を与えることで、双方から確固たる信頼を獲得することに成功する。
治承2年（1178年）12月15日、高倉天皇の第一皇子・言仁親王（のち安徳天皇）が立太子すると、経宗は東宮傅に選ばれる。これについて九条兼実は「面縛の人を傅に任ず、未曾有のこと」（『玉葉』）と激しく非難した。経宗の地位は、治承三年の政変で後白河院政が停止されても揺らぐことはなかった。ただし以仁王の挙兵における公卿議定では、親平家派の四条隆季・土御門通親による興福寺追討の主張に同調しなかったため、平家への完全な従属はなかったようである。
なお以仁王に続く源頼朝の挙兵を受けて改元を言い立てたものの、この年（治承4年）は安徳天皇が践祚したばかりで、前帝への配慮から改元は践祚の翌年とする当時の慣例を理由に大外記・清原頼業に反対され、実現しなかった。

### 院殿上除目の強行
寿永2年（1183年）7月25日、平家一門が安徳天皇を伴って都落ちする。7月30日の議定で、経宗は後白河院の意を受けて院殿上での除目を主張する。これに対して九条兼実は、宣旨をなし官符を請印するのは天皇の権限に属するとして強く反対した。経宗も「希代の権儀」であることは認めたが、他に方法のないことを理由に執拗に食い下がった。結局、清原頼業らの「内示だけにとどめて、最終決定は新天皇が即位してから除目で行うべきだ」という意見が賛同を集め経宗もやむを得ず発言を撤回した。
ところが8月10日、経宗は院殿上除目を行うことを奏請し、後白河院も同意する。内大臣・徳大寺実定は先の議定での決定を踏みにじる経宗の行動に憤り、後白河院に反対意見を奏上しようとするが、九条兼実は「異議なし」と屈服した（『玉葉』同日条）。16日、後白河院の主宰の下に除目が行われた結果、平家一門が占めていた総計30ヶ国の国司には源義仲、源行家らを除いて、ほとんど院近臣が任じられた。この強引かつ露骨な人事を、兼実は「任人の体、殆ど物狂と謂ふべし。悲しむべし、悲しむべし」と記している。
後白河院は経宗の協力により政治の主導権を確立すると、後継天皇の選定に取り掛かった。20日、三宮（高倉の第3皇子惟明親王）や源義仲の推す北陸宮を退けて、丹後局（高階栄子）の夢想に現れた四宮（高倉の第4皇子・尊成親王。後鳥羽天皇）を践祚させた。三種の神器もない異例の践祚だったが、経宗は践祚次第を作成して実現のために尽力した。

### 朝の宿老、国の重臣
右大臣でありながら朝廷にほとんど出仕しなくなった九条兼実に対して、経宗は「朝の宿老」「国の重臣」として後白河法皇を補佐した。平家滅亡後の文治元年（1185年）10月13日、源義経が頼朝追討の宣旨を下すように要請する。躊躇する後白河院に、経宗は「当時在京の武士、只義経一人なり。彼の申状に乖かれ若し大事出来の時、誰人敵対すべけんや。然らば申請に任せて沙汰あるべきなり」と進言し、頼朝の追討宣旨の上卿を勤めた。
この行動が義経没落後に問題となり、頼朝の要求で設置された議奏からは除外された。義経に同意したため高階泰経、平親宗ら12名が解官されるが、経宗への追及はなく左大臣の地位に留まった。文治5年（1189年）2月13日、病により官職を辞職して出家（法名は法性覚）、同月28日に薨御した。享年71。

## 人物
- 和歌に通じ『千載和歌集』『新勅撰和歌集』といった勅撰和歌集に入集している。日記に『高門記』がある。また、法体の木像が京都市西方寺に所在している。
- 二条天皇、平氏、後白河法皇と権力者の下を渡り歩いた印象が強いが、それが可能だったのも「公事ヨクツトメテ職者ガラモアリヌベカリケレバ（朝廷の政務をよくこなし、故実にも通じていた）」[1]という自らの能力に負うところが大きかった。一度は対立した清盛や後白河院に重用されて、「左大臣一ノ上ニテ多年職者ニモチヰラレテゾ候ケル」[1]とあるように動乱の中で24年間も左大臣の地位にあり続けたことからも、その存在が無視できないものだったことがうかがわれる。更に平重盛の子・宗実を猶子に迎えて実子同様に可愛がり、知行国である土佐守に任じさせていたが、平家滅亡後にはこれを追い出したと見せかけて東大寺にて出家させて逃がし、更に宗実が北条時政に捕らえられると鎌倉幕府に宗実の助命を迫っている。経宗に「摂籙モヤナド云和讒トモ有レトモ（摂関の地位を狙っているという讒言があった）」[1]という風説の事実を『愚管抄』の著者である慈円が取り上げているのも、慈円を含めた御堂流摂関家が持つ風説に対する危機感の反映でもあった。
- 永暦元年（1160年）正月から配流される翌月まで越後国を知行していたが、召還後の仁安元年（1166年）正月から承安元年（1171年）4月まで備中国を、承安元年から文治5年（1189年）に薨去するまで土佐国を知行した。この土佐の所領がそのまま嫡子・頼実に相伝された。頼実は太政大臣に昇進し、後世において大炊御門家は、清華家として安定した地位を確保することに成功している。

## 官歴
※日付＝旧暦
- 保安4年（1123年）2月19日：従五位下（中宮・藤原璋子御給）
- 大治3年（1128年）
  - 正月24日：左兵衛佐
  - 12月20日：昇殿
- 大治5年（1130年）正月5日：従五位上
- 天承元年（1131年）12月24日：右近衛少将
- 天承2年（1132年）正月22日：備中介
- 長承2年（1133年）
  - 正月2日：正五位下
  - 3月24日[9]：禁色勅許
- 長承4年（1135年）正月5日：従四位下
- 保延3年（1137年）
  - 正月5日：従四位上（鳥羽上皇御給）
  - 正月20日：美作介
  - 9月25日：正四位下（法金剛院行幸の賞）
- 保延4年（1138年）11月17日：左近衛中将
- 永治元年（1141年）12月7日：新帝（近衛天皇）昇殿
- 永治2年（1142年）
  - 正月7日：蔵人頭
  - 正月23日：備前権介
- 久安3年（1147年）正月28日：播磨介
- 久安5年（1149年）
  - 7月28日：参議に補任
  - 8月2日:左中将如元
- 久安6年（1150年）正月29日：備中権守
- 仁平2年（1152年）3月8日：従三位（鳥羽法皇50歳の賀。美福門院別当）
- 久寿2年（1155年）
  - 正月28日：讃岐権守
  - 9月23日：春宮権大夫
- 久寿3年（1156年）
  - 4月6日：権中納言
  - 改元して保元元年9月17日：右衛門督兼任。正三位
- 保元2年（1157年）
  - 4月1日[10]：検非違使別当
  - 8月19日：中納言
- 保元3年（1158年）
  - 正月10日：従二位（美福門院行幸の賞。春宮御給）
  - 2月21日：権大納言。春宮権大夫如元
  - 8月11日：春宮権大夫辞任（二条天皇践祚）
  - 12月17日：正二位（即位叙位）
- 永暦元年（1160年）
  - 2月28日：解官
  - 3月11日：阿波国に配流
- 応保2年（1162年）3月7日：召還
- 長寛2年（1164年）
  - 正月21日：正二位に復す。権大納言に還任
  - 2月18日：帯剣を許される
  - 閏10月23日：右大臣
- 仁安元年（1166年）
  - 10月21日：左大将兼任
  - 11月11日：左大臣
  - 11月13日：左大将如元
  - 11月25日：左馬寮御監
- 仁安3年（1168年）8月9日：左大将辞任（病のため）
- 承安4年（1174年）正月7日：従一位
- 治承2年（1178年）12月15日：東宮傅
- 治承4年（1180年）2月21日：東宮傅を辞任（安徳天皇践祚）
- 寿永元年（1182年）
  - 11月23日：輦車宣旨（てぐるまのせんじ）を賜る
  - 11月25日：牛車宣旨（ぎっしゃのせんじ）を賜る
- 文治元年（1185年）12月24日：上表して辞職を請うが、聴されず。
- 文治5年（1189年）2月13日：出家

## 系譜
- 父：藤原経実
- 母：藤原公子（藤原公実の娘）
- 妻：藤原清隆の娘
  - 男子：藤原頼実（1155-1225）
- 妻：橘政光の娘
  - 男子：大炊御門師経（1175-1259）
- 生母不明の子女
  - 男子：宗源
  - 女子：三条実房室
  - 女子：藤原兼房室
  - 猶子：藤原通成 - 藤原清隆の子
  - 猶子：平宗実（1168-?） - 平重盛七男
  - 猶子：藤原経子 - 藤原家成の四女、平重盛の正室、高倉天皇乳母

## 関連作品
テレビドラマ
- 『新・平家物語』（1972年、NHK大河ドラマ、演：倉島襄）
- 『平清盛』（2012年、NHK大河ドラマ、演：有薗芳記）